# Licenciado Alfredo Vladimir Bonfil (Mulegé)
Licenciado Alfredo Vladimir Bonfil es una localidad y ejido de México en el municipio de Mulegé, Baja California Sur. El asentamiento está situado a una altitud de 260 m.

## Historia
En el 16 de mayo de 1974, un grupo de campesinos de Mulegé, Comondú y La Paz solicitaron del Departamento de Asuntos Agrarios y Colonización la creación de un nuevo poblado ejidal que se denominaría Licenciado Alfredo Vladimir Bonfil en honor al líder campesino del mismo nombre. El poblado contaba con 178 personas capacitadas en agricultura que podían disponer de 519,000 hectáreas de agostadero árido en terreno nacional en el Municipio de Mulegé. En el 25 de agosto de 1975, el gobierno de Luis Echeverría Álvarez resolvió que se proceda con la solicitud de acuerdo a la Ley Federal de Reforma Agraria.La resolución fue ejecutada en el 23 de noviembre de 1979.
En agosto de 2000 se le expropió al ejido 36 hectáreas destinadas a la construcción del campo geotermoeléctrico Las Tres Vírgenes. Se indemnizó la cantidad de $158,551.45 en favor del ejido.
En 2023, el gobierno municipal de Mulegé impulsó obras de infraestructura en la población ejidal, incluyendo la rehabilitación de un jardín de niños.
En el interés de impulsar la economía agrícola local, el gobernador del estado Víctor Manuel Castro Cosío anunció la organización de la primera Feria del Dátil en el poblado. El festival se llevó a cabo en coordinación con instituciones y secretarías del estado, el Instituto Sudcaliforniano de Cultura, el Ayuntamiento de Mulegé y las autoridades del ejido. La primera feria se celebró el 26 de octubre de 2024 con asistencia del gobernador Castro y la alcaldesa Edith Aguilar Villavicencio y con la participación de 45 productores.

## Población
Según datos de 2020, el asentamiento cuenta con 337 habitantes.
Los datos de la pirámide de población de 2020 se pueden resumir así:
- La población menor de 20 años es el 37,98 % del total.
- La comprendida entre 20-40 años es el 26,11 %.
- La comprendida entre 40-60 años es el 23,44 %.
- La mayor de 60 años es el 12,46 %.

### Cronología
| 222                         | 223 | 245 | 396 | 337 |
| (Fuente: INEGI [Consultar]) |     |     |     |     |

## Educación
El poblado cuenta con varias varias escuelas, una preescolar del CONAFE, la Escuela Primaria Francisco I. Madero, la Telesecundaria 55, y el Telebachillerato 9.

## Cultura

### Patrimonio natural
Parte del ejido, incluyendo el poblado ejidal, se encuentra dentro de la reserva de la biosfera El Vizcaíno.El poblado también se encuentra entre los lugares de interés para la observación astronómica en Baja California Sur por su mínima contaminación lumínica.

### Feria del Dátil
La Feria del Dátil es celebrada en el poblado. En la primera feria celebrada el 26 de octubre de 2024 asistieron casi 50 productores de dátil provenientes de poblados vecinos. Los productores participaron con muestras de diferentes productos artesanales a base de dátil incluyendo panes, mermeladas, chamoy, pulpas, salsas, dulces, licores y dátil deshidratado.